# Mk 80系列炸彈
|            |                          |
| MK-82      |                          |
| 主要功能： | 自由落體式通用炸彈       |
| 全長：     | 87.4吋（2220公釐）       |
| 直徑：     | 10.75吋（273公釐）       |
| 射程：     | 視載具投擲方法而定       |
| 單位造價： | 每枚2082.5美元（2001年） |

|            |                    |
| Mk 83      |                    |
| 主要功能： | 自由落體式通用炸彈 |
| 全長：     | 9呎10吋（3公尺）   |
| 直徑：     | 14吋（356公釐）    |
| 射程：     | 視載具投擲方法而定 |

|            |                    |
| Mk 84      |                    |
| 主要功能： | 自由落體式通用炸彈 |
| 全長：     | 10呎9吋（3.3公尺） |
| 直徑：     | 18吋（457公釐）    |
| 射程：     | 視載具投擲方法而定 |
| 全重：     | 2,000磅（908公斤） |

MK 80系列炸彈的全名為低阻力通用炸彈（Low-Drag General Purpose Bomb，LDGP），是美國以及許多國家使用中的無導引，傳統炸藥的空用炸彈。同時也是諸多精確制導武器的主體，譬如以GPS／慣性導引為組合的聯合直接攻擊彈藥就是採用這一系列的炸彈為主體。

## 生產次型

### Mk 81
Mk 81是Mk 80系列炸彈中最小最輕的一種，單枚重量250磅（114公斤），現已幾乎不再使用。

### Mk 82
Mk 82是世界上最通用的空用武器。雖然其名義上重量是500磅（227公斤），但實際重量則視不同的構型而有差異（介於510磅（232公斤）到570磅（259公斤））。流線型炸彈外殼由無縫鋼管削切而成，內部可填裝192磅（87公斤）Tritonal（80% TNT炸藥和20%鋁燃劑的混合物）高爆炸藥。Mk82可安裝多種類的安定翼套件、引信（Fuse）和減速裝置，以滿足不同的作戰需求。 
Mk 82被運用在GBU-12鋪路II型雷射導引炸彈和GBU-38聯合直接攻擊炸彈的爆炸段。
Mk 82炸彈現由分佈世界各國的17間工廠生產，但只有通用動力（General Dynamics）公司位於德州（Texas）花環（Garland）市的工廠獲得美國國防部的認證，其生產的炸彈可以運交美軍使用。
因1967年福萊斯特號航空母艦上的炸彈爆炸事故，使美軍注意炸藥受熱後的安全問題；美軍的測試報告顯示Mk.82炸彈在受熱2分20秒後就有可能遭熾發，因此後來重新設計Mk 82，以符合國會要求的非敏感性彈藥（insensitive munitions）標準。
最新型的Mk 82炸彈代號Mk 82 Mod7，為美國國會要求約束使用集束炸彈的替代方案；Mk 82 Mod7使用球墨鑄鐵的彈體與重新設計的引信，讓炸彈可以在必要高度引爆投射大量鐵質破片達成區域殺傷效果，已於2018年開始服役。

### Mk 83
Mk 83名義上重量為1,000磅（454公斤），實際重量依據引信、減速裝置和安定翼套件的不同，介於985磅（447公斤）到1,030磅（468公斤）之間。鋼製流線型外殼內裝有445磅（202公斤）Tritonal（80% TNT炸藥和20%鋁燃劑的混合物）高爆炸藥。
Mk 83被運用為多種精確導引武器的彈頭，例如GBU-16鋪路II型雷射導引炸彈（Paveway II）式雷射導引炸彈和GBU-32聯合直接攻擊彈藥。

### Mk 84
Mk 84是Mk 80系列炸彈中最大最重的一種。本型炸彈在越戰期間進入服役，有鑑於它那令人印象深刻的破壞力，而獲得一個暱稱：鐵鎚（Hammer）。
Mk 84名義上重量為2,000磅（908公斤），實際重量則視引信、減速裝置和安定翼套件的不同，介於1,972磅（896公斤）到2,083磅（947公斤）之間。鋼製流線型外殼內裝有945磅（429公斤）Tritonal（80% TNT炸藥和20%鋁燃劑的混合物）高爆炸藥。
Mk 84炸彈爆炸後，會形成一50呎（15.2公尺）寬和36呎深（11公尺）深的彈坑。依據投擲的高度，它最多能穿透15吋（380公釐）厚度的金屬板或11呎（3.3公尺）厚度的混凝土，並產生飛散400碼（366公尺）的致命性破片。
Mk 84炸彈可藉由安裝穩定和減速裝置獲得較佳的穩定彈道能力，同時也作為許多精準導向炸彈的彈藥，例如GBU-10鋪路II型雷射導引炸彈（Paveway II）式雷射導引炸彈和GBU-24鋪路Ⅲ（Paveway III）式雷射導引炸彈、GBU-15導引炸彈（電視或紅外線導引），以及GBU-31聯合直接攻擊彈藥。

### BLU-110
如果Mark 83（Mk 83）的鋼製流線型外殼內裝的是同重量的PBXN-109熱不敏感性炸藥，則稱為BLU-110。
BLU-110被運用為多種精確導引武器的彈藥，例如GBU-16鋪路II型雷射導引炸彈（Paveway II）式雷射導引炸彈]]和GBU-32聯合直接攻擊炸彈。

### BLU-111
- BLU-111/B：裝填PBXN-109熱鈍感炸藥的Mk 82，單枚重量480磅[2]，作為AGM-154聯合战区外武器（Joint Standoff Weapon, JSOW）的彈藥。

- BLU-111A/B：美國海軍採用[3]，基本上是在BLU-111/B外覆隔熱套筒[1]，以降低火災（特別是燃料引起的）時被誘爆的機率。

### BLU-126
又稱為低附帶損傷炸彈（Low Collateral Damage Bomb，LCDB），係美國海軍為降低空中攻擊時發生的附帶損傷（collateral damage）而設計，2007年3月開始接收。在BLU-111炸彈中加入非爆炸性填充物以達到同樣重量，使其在投擲時能與BLU-111呈現相同的飛行軌道。

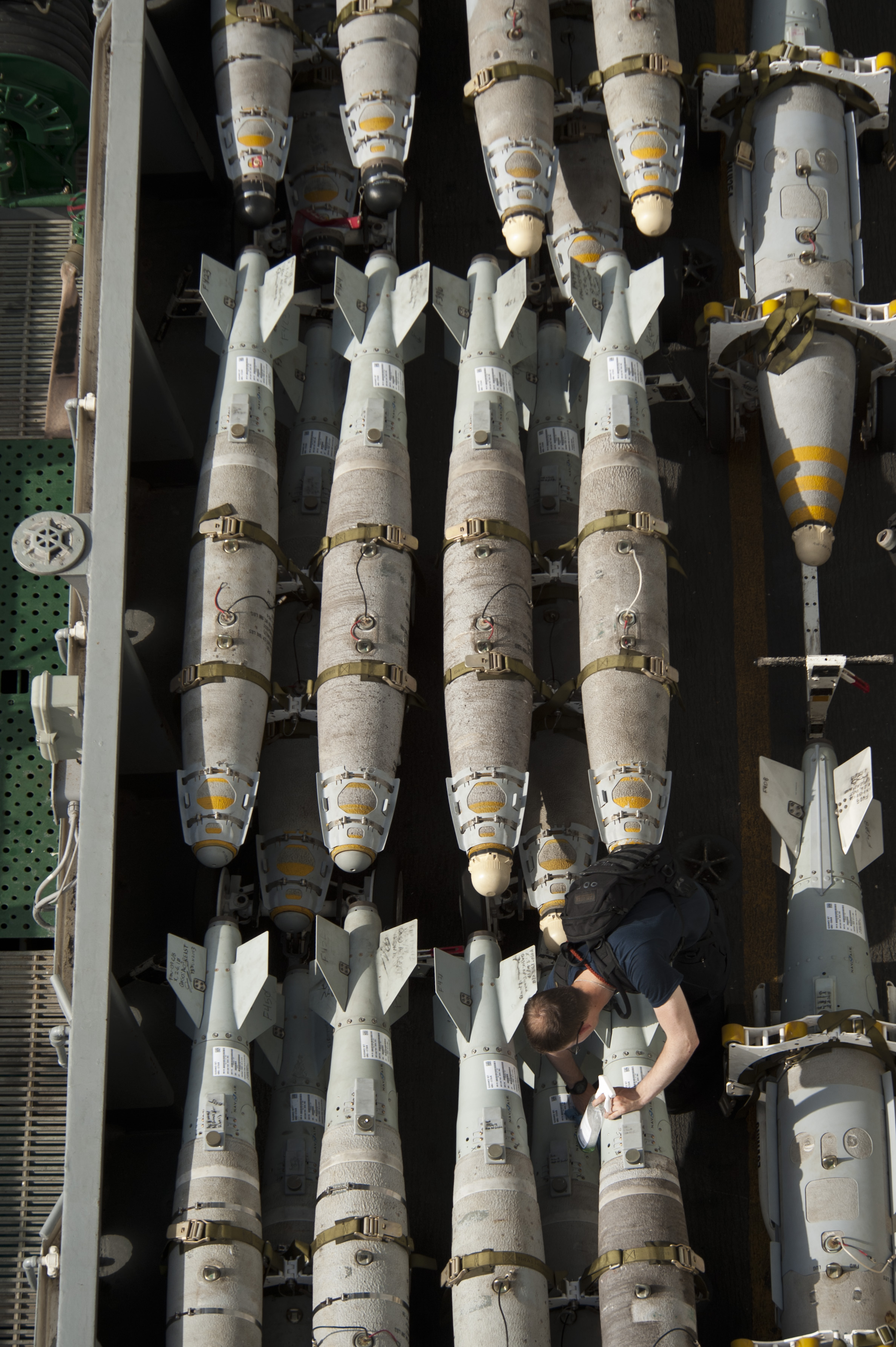
航空母艦上的通用炸彈
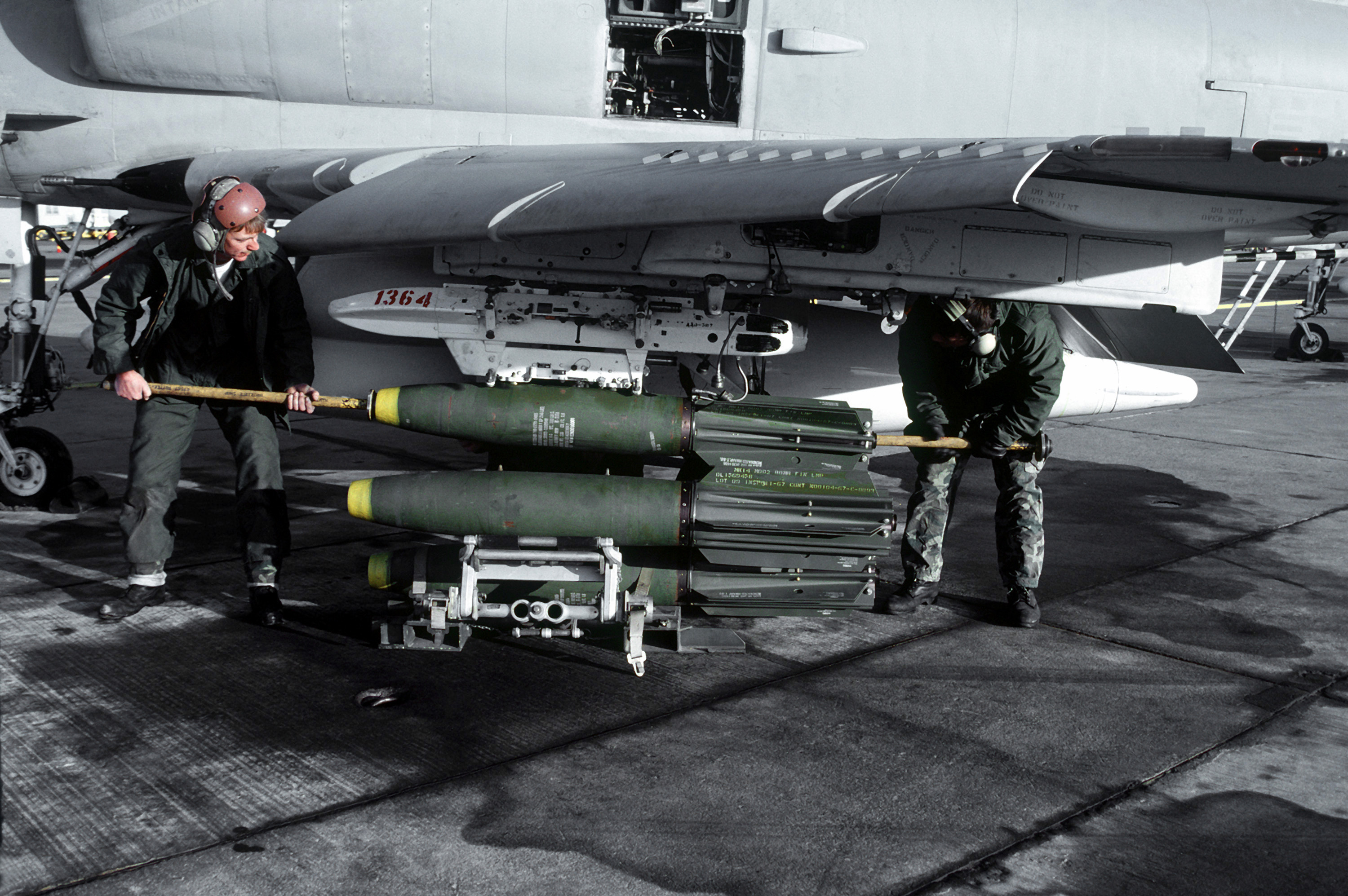
Mark 81炸彈
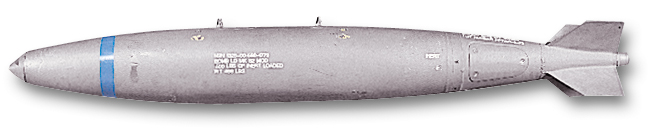
Mark 82 炸彈
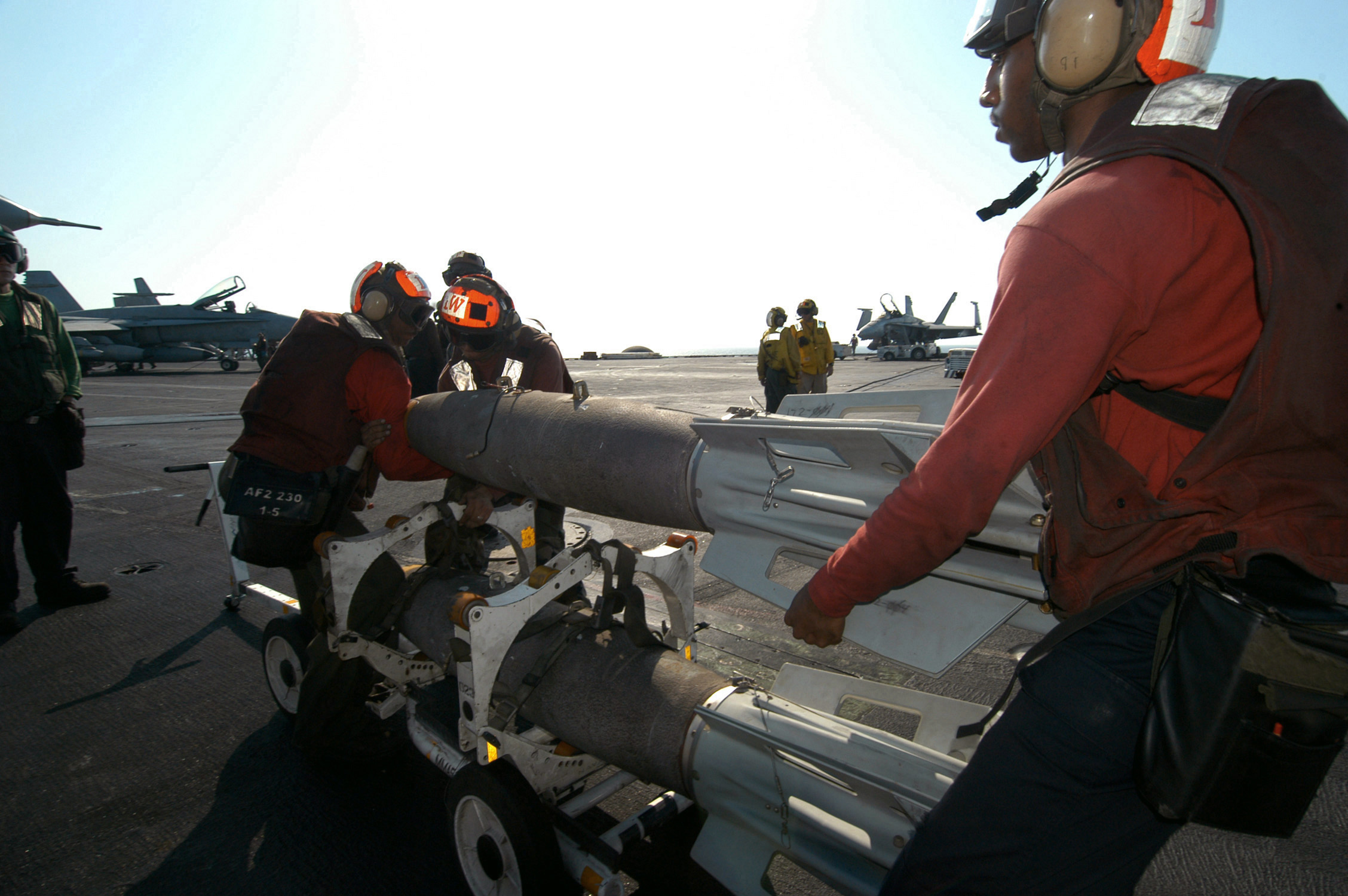
Mark 83炸彈
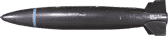
Mark 84炸彈
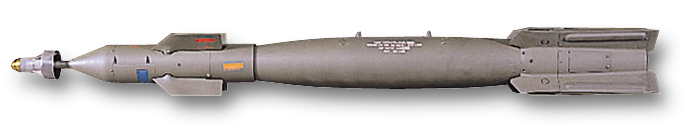
鋪路 II雷射導引炸彈（GBU-12 ）
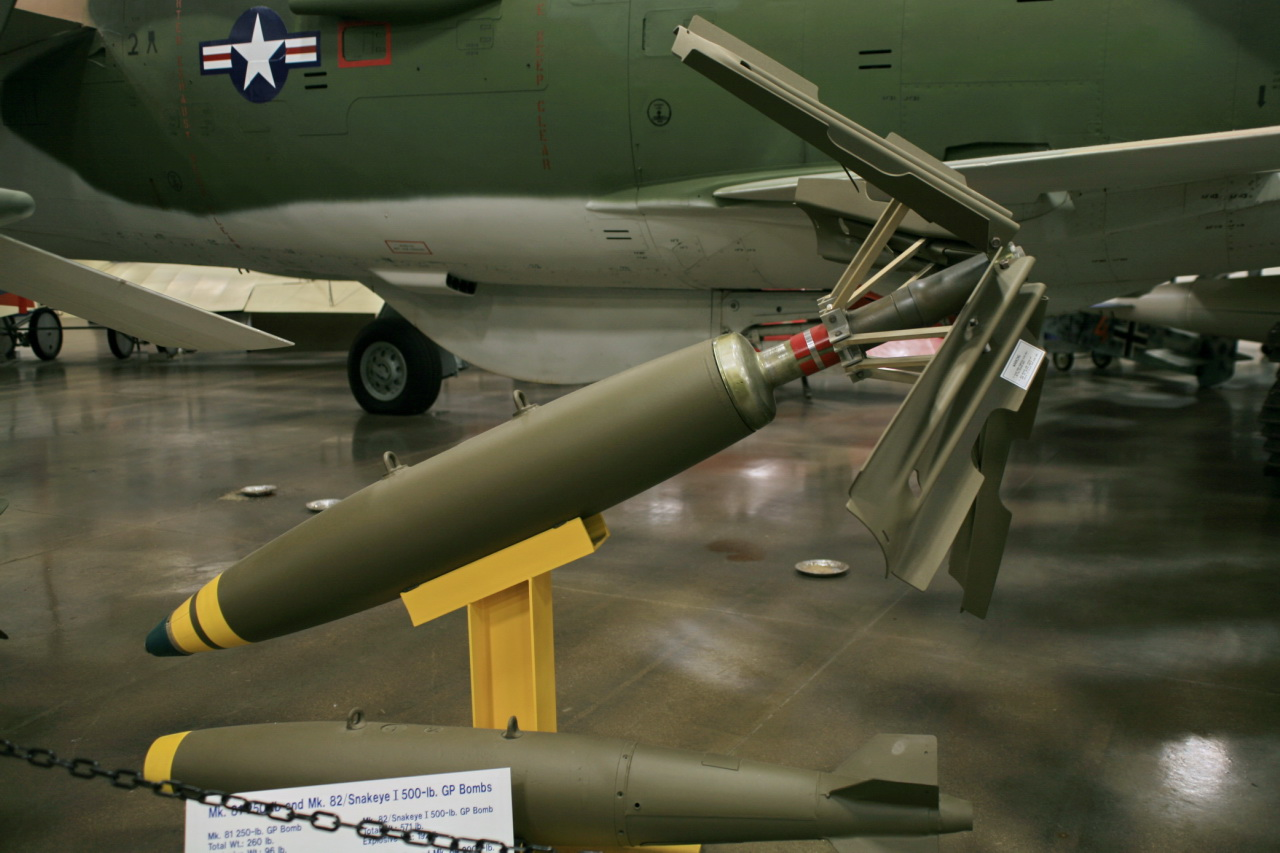
博物館內展示的蛇眼炸彈，蛇眼炸彈是由Mk.81／82彈體尾部增裝Mk.15減速裝置，減緩炸彈落地時間，讓對地密接支援任務的戰機有時間離開爆炸涵蓋區域

## 流行文化
科洛弗檔案

## 外部連結
- Mk82 on Global Security （页面存档备份，存于）
- Mk83 on Global Security （页面存档备份，存于）
- Mk84 on Global Security （页面存档备份，存于）